# Buckhorst
De Buckhorst was een havezate bij Zalk in de gemeente Kampen. Deze bevond zich in de buurt van de huidige Vinkensteeg.

## Historie
De Buckhorst was een voormalig roofridderslot en werd voor het eerst genoemd in 1224. De burcht werd in dat jaar door de bisschop verwoest. Diedric en Wermbolt van Buckhorst werden destijds genoemd als ridders en getuigen bij een geschil tussen Godfried van Rhenen, de bisschop van Utrecht en graaf Floris van Holland. In 1338 is het Jan van Buckhorst die in de elf jaar durende opvolgingsstrijd partij koos voor de wettige erfgenaam Reinoud van Gelre, die in strijd was met zijn jongere broer Eduard van Gelre.
In 1405 woonde er wederom een Johan van Buckhorst op het kasteel, hij bekleedde de functie van drost van Coevorden en Drenthe. Een van de volgende bewoners van Buckhorst was zijn kleinzoon Willem van Buckhorst. Hij overleed in 1501, nadat hij twee keer getrouwd was geweest en uit elk huwelijk een zoon had. Tussen deze zoons ontstond opnieuw een twist om de erfopvolging van de havezate. Johan, de oudste, kreeg het kasteel terwijl Arnold, de jongere, hem beschuldigde dat hij zich erfzaken die aan hem en zijn broers en zusters toekwamen had toegeëigend. In 1521 namen de Zwollenaren het kasteel in bezit en werd Johan gevangengenomen. Johan kwam weer vrij toen op 24 augustus 1524 hertog Karel van Gelre het kasteel overmeesterde.
Op 11 maart 1580 werd Floris van Buckhorst met de havezate beleend. Hij huwde met Anna Bentinck, telg van de familie Bentinck, en overleed kinderloos in 1587. Anna hertrouwde met Goosen van Lauwick, drost van Bredevoort, waarna de havezate in andere handen kwam.
In 1779 nam Berend Hendrik Bentinck de naam Van Buckhorst aan en zetelde van 1813 tot 1830 als gouverneurs van Overijssel op de havezate. Na zijn overlijden in 1839 werden zijn bezittingen in een openbare veiling verkocht, waarna het kasteel in 1841 werd gesloopt.
In de Sint-Nicolaaskerk in Zalk zijn van de heren en vrouwen van Buckhorst onder andere de Buckhorst-banken en een grafkelder van de familie te vinden.

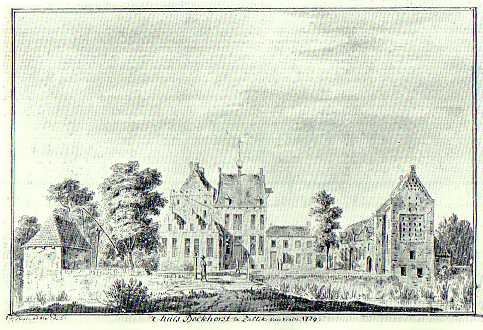
Voorkant van de Buckhorst, pentekening, A. de Haen, 1729
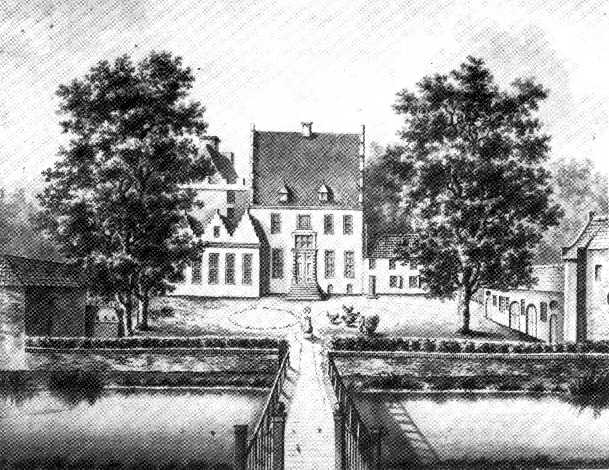
Voorkant van de Buckhorst, penseeltekening, 19e eeuw
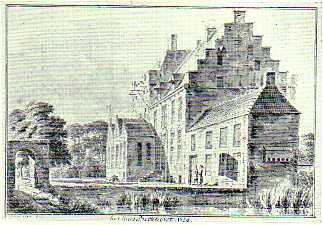
Zijkant van de Buckhorst, pentekening, A. de Haen, 1729
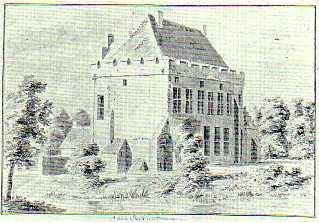
Achterkant van de Buckhorst, pentekening, C. Pronk, 1730